# كلارك دنيس
كلارك دنيس (بالإنجليزية: Clark Dennis)‏ هو لاعب غولف أمريكي، ولد في 14 فبراير 1966 في هيوستن في الولايات المتحدة.

## وصلات خارجية
- كلارك دنيس على موقع رابطة لاعبي الغولف المحترفين (الإنجليزية)
- كلارك دنيس على موقع رابطة أوروبا للاعبي الغولف المحترفين (الإنجليزية)
- كلارك دنيس على موقع التصنيف العالمي الرسمي للغولف (الإنجليزية)